# Vaux-en-Pré
Vaux-en-Pré – miejscowość i gmina we Francji, w regionie Burgundia-Franche-Comté, w departamencie Saona i Loara.
Według danych na rok 1990 gminę zamieszkiwały 64 osoby, a gęstość zaludnienia wynosiła 15 osób/km² (wśród 2044 gmin Burgundii Vaux-en-Pré plasuje się na 846. miejscu pod względem liczby ludności, natomiast pod względem powierzchni na miejscu 1276.).